# Bukowo Człuchowskie
Bukowo Człuchowskie (kaszb. Człëchòwsczé Bukòwò, do 1996 r. Bukowo, niem. Buchholz) – osada  w Polsce położona w województwie pomorskim, w powiecie człuchowskim, w gminie Człuchów. 
Osada kaszubska, położona przy trasie linii kolejowej Chojnice-Złotów-Piła (stacja kolejowa PKP "Bukowo Człuchowskie").
W latach 1975–1998 miejscowość administracyjnie należała do województwa słupskiego.